# 삼성석유화학
삼성석유화학(영어: Samsung Petrochemical, 三星石油化學)은 대한민국의 기업으로, 삼성그룹의 화학 계열사이다. 2014년 6월 1일, 삼성종합화학에 흡수 합병되었다.

## 연혁
- 1974년 7월 설립
- 1980년 2월 외국인투자기업 등록
- 1980년 4월 제1공장 준공
- 1987년 12월 제2공장을 준공
- 1988년 3월 기술연구소 개소
- 1991년 7월 사내기술대학을 세움
- 1992년 8월 CIM(컴퓨터 통합정보 시스템)을 개통
- 1994년 9월 ISO 9002 품질시스템 인증
- 1995년 8월 국내 최초로 환경친화기업에 지정
- 1996년 5월 국내 최초로 PSM(공정안전관리) 인증
- 1996년 6월 ISO 14001 환경경영시스템 인증.
- 1997년 2월 동종업계 세계 최초로 무재해 안전작업 9년 달성
- 1997년 7월 노동부가 ‘안전보건 초일류기업’으로 선정
- 2000년 5월 화학섬유 폴리에스테르의 주원료인 PTA(고순도테레프탈산) 누적생산 1000만 톤을 달성
- 2000년 11월 PTA 연산 100만 톤 생산체제 구축
- 2002년 12월 서산 수출전용부두를 준공
- 2004년 11월 PTA 연산 180만 톤 양산체제를 확립
- 2005년 11월 10억불 수출의 탑 달성
- 2007년 10월 BP사의 지분을 인수하여, 삼성 독자경영체제 구축
- 2007년 12월 중앙연구소 개소
- 2014년 6월 1일 삼성종합화학으로 흡수합병